# With You (chanson de Jessica Simpson)
Pour les articles homonymes, voir With You.
Singles de Jessica Simpson
Sweetest Sin
(2003) Take My Breath Away
(2004)
With You est le second single de la chanteuse américaine Jessica Simpson, extrait du troisième album de In This Skin, sorti le 13 octobre 2003. La chanson est écrite par Billy Mann, Andy Marvel, Jessica Simpson et composée par Billy Mann et Andy Marvel.

## Développement
À la suite de son 2d opus Irresistible, sorti en 2001 et de son mariage avec Nick Lachey en 2002, il a été confirmé que Nick et Jessica avaient créé leur propre émission de télé-réalité intitulé Newlyweds: Nick and Jessica diffusée sur MTV. Au départ, l'émission était dédiée pour Michael Jackson et Lisa Marie Presley mais le couple a décidé de ne pas le faire. Le projet était mis en attente jusqu'en 2002, où son père, Joe Simpson, a pris contact avec MTV afin qu'ils fassent l'émission avec sa fille et son nouveau mari. L'émission devient vite très connue, obtenant ainsi le statut de phénomène culturel, mettant alors Jessica Simpson et son mari Nick Lachey, sur un piédestal.
Le 19 août 2003, elle sort son troisième album intitulé In This Skin afin de coïncider avec la première diffusion de son émission de télé Newlyweds.

## Informations
With You, est écrit par Billy Mann, Andy Marvel, Jessica Simpson et produit par Billy Mann et Andy Marvel. Le morceau, de sonorité pop rythmée et entrainante, dévoile que Simpson, est une simple fille du Texas qui ne se soucie que de l'amour de son mari et de la façon d'être vraiment aimé.

## Clip vidéo
La vidéo qui accompagne la chanson, est réalisée par Elliott Lester. Elle y dévoile Jessica pendant son émission de télé-réalité Newlyweds, chantant en train de faire du ménage et du rangement.

## Performance commerciale
With You se place à la 65e place au Billboard Hot 100, dès la 1re semaine de sa sortie. Le 20 mars 2004, le tube s'érige à la 14e place dans les charts et reste à cette même place pendant vingt-trois semaines. Le single devient alors l'un des plus grands tubes de Jessica depuis I Wanna Love You Forever (1999) et est également placé en tête du Billboard Pop Songs. Il fut, par la suite, certifié or par la RIAA à la suite des ventes de ses 500 000 copies.

## Liste et formats
DVD single
- 1. "With You"
- 2. "Sweetest Sin"

CD 1
- 1. "With You" (album version) – 3:12
- 2. "Fly" (album version) – 3:32

CD 2
- 1. "With You" (album version)
- 2. "With You" (acoustic version)
- 3. "Where You Are" (edit version)
- 4. "With You" (video)

Europe maxi single
- 1. "With You"
- 2. "Irresistible"
- 3. "I Wanna Love You Forever"

## Classement hebdomadaire
| Chart (2003–04)                | Peak position |
| ------------------------------ | ------------- |
| Australie (ARIA)               | 4             |
| Europe                         | 25            |
| Hongrie (Rádiós Top 40)        | 23            |
| Irlande (IRMA)                 | 11            |
| Nouvelle-Zélande (RMNZ)        | 39            |
| Norvège (VG-lista)             | 11            |
| Roumanie                       | 35            |
| Royaume-Uni (UK Singles Chart) | 7             |
| Ukraine                        | 8             |
| États-Unis (Hot 100)           | 14            |
| États-Unis (Pop Airplay)       | 1             |
| États-Unis (Adult Pop Songs)   | 23            |
| États-Unis (Radio Songs)       | 15            |
| US Top 40 Tracks               | 4             |